# 予め失われた僕らのバラッド
『予め失われた僕らのバラッド』(あらかじめうしなわれたぼくらのバラッド)は、イヤホンズの4枚目のシングル。2016年10月5日にEVIL LINE RECORDSからリリースされた。

## 概要
前作『光の先へ』から約1年ぶりのシングル発売となる。
今作は、『超攻撃的ロックオペラ』として制作され、声優ならではの試みである、24種ものコーラスに挑戦している。
リード曲『予め失われた僕らのバラッド』は、PS Vita専用ゲームソフト『神獄塔 メアリスケルター』の主題歌としてタイアップされ、イヤホンズのメンバーらもキャラクターボイスを担当している。また【通常盤】のみに収録されている、クラシックの名曲の数々を繋ぎ合わせて歌い上げた楽曲『ヨロコビノウタ』も、同ゲームのED主題歌としてタイアップされた。
同年12月8日には、『予め失われた僕らのバラッド』、『ヨロコビノウタ』のタイアップ元となっているゲーム『神獄塔メアリスケルター』のオリジナルサウンドトラックが発売。同アルバムに、『予め失われた僕らのバラッド』と『ヨロコビノウタ』のショートver.が収録された。
2017年放送の、イヤホンズのメンバーがヒロイン3人をそれぞれ演じるテレビアニメ『AKIBA'S TRIP -THE ANIMATION-』第13話にて、「ヨロコビノウタ」が劇中挿入歌に使用された。しかし、ヴォーカルはこのタイアップのためにメンバーそれぞれが演じるキャラクターの声で新録されたものであり、ヒロイン3人による劇中ユニット『まにあ〜ず』名義でのタイアップとなった（ただし、高橋のみ通常の万世架まとめではなく、作中で代理で加入したまとめの妹・万世架うらめとして歌唱している）。

## 収録曲
(※【初回限定盤】と【通常盤】では収録内容が若干異なるため、ここでは別々に記載する。)

### 【初回限定盤】 (CD+DVD)

#### CD
1. 予め失われた僕らのバラッド
  - 作詞：桑原永江／作曲・編曲：エンドウ.(GEEKS)
  - PS Vita専用ゲームソフト『神獄塔 メアリスケルター』主題歌
2. Yummy Yummy Party
  - 作詞・作曲：CHI-MEY／編曲：大久保友裕
  - 監獄レストラン ザ・ロックアップとのコラボ曲。悪魔の支配人役&ギターパートとして、ROLLYが曲に参加している。
3. 予め失われた僕らのバラッド (off vocal ver.)
4. Yummy Yummy Party (off vocal ver.)

#### DVD
1. 予め失われた僕らのバラッド MUSIC VIDEO
  - 制作：ピンクじゃなくても
2. Yummy Yummy Party CINEMAGRAPHS VIDEO
  - 悪魔の支配人：ROLLY
  - 制作：ピンクじゃなくても
3. 予め失われた僕らのバラッド MVメイキング

### 【通常盤】 (CD Only)
1. 予め失われた僕らのバラッド
2. Yummy Yummy Party
3. ヨロコビノウタ
  - 作詞：岩里祐穂／作曲：フレデリック・ショパン（夜想曲），ヨハン・パッヘルベル（カノン），ヨハン・ゼバスティアン・バッハ（G線上のアリア），クリスティアン・ペツォールト（メヌエット），ジョルジュ・ビゼー（カルメン），ジョアキーノ・ロッシーニ（ウィリアム・テル），ゲオルク・フリードリヒ・ヘンデル（ハレルヤ），ルートヴィヒ・ヴァン・ベートーヴェン（歓喜の歌）　編曲：エンドウ.（GEEKS）
  - PS Vita専用ゲームソフト『神獄塔 メアリスケルター』ED主題歌
  - テレビアニメ『AKIBA'S TRIP -THE ANIMATION-』第13話挿入歌（『まにあ～ず』名義）
4. 予め失われた僕らのバラッド (off vocal ver.)
5. Yummy Yummy Party (off vocal ver.)
6. ヨロコビノウタ (off vocal ver.)

## 収録アルバム
- 神獄塔メアリスケルター オリジナルサウンドトラック（#1、【通常盤】#3のショートver.を収録。）
- Some Dreams（#1、2、【通常盤】#3）
- Theory of evolution【初回限定 進化の過程盤（CD2）】（#1）